# هومل (توپ)
هومل (به آلمانی: Panzerhaubitze Hummel) یک هویتزر خودکششی ۱۵۰ میلی‌متری ساخت آلمان بود که در جنگ جهانی دوم مورد استفاده نیروی زمینی آلمان قرارگرفت.
طراحی هومل در شرکت اسلحه‌سازی آلمانی کروپ به عنوان یک توپ خودکششی سنگین متحرک برای تأمین آتش حمایتی مورد نیاز تانکهای آلمانی طراحی شد. کمبود چنین خودرویی در جریان حمله به شوروی به چشم می‌آمد. در طراحی نوع اولیه این جنگ‌افزار از بدنه و سیستم تانک پانزر استفاده شد. همچنین هومل کارش را با یک توپ ۱۰۵ میلیمتری آغاز کرد که بعدها مجهز به یک توپ ۱۵۰ میلیمتری و یک مسلسل ۷/۹۲ میلیمتری مجهز شد.

## مشخصات
- وزن: ۲۵ تن
- طول: ۷٫۱۷ متر
- عرض: ۲٫۹۷ متر
- ارتفاع: ۲٫۸۱ متر
- خدمه: ۶ نفر (۱ نفر راننده و ۵ نفر توپچی)
- تسلیحات: ۱۰–۳۰ میلی‌متر

۱x ۱۵ سانتی‌متر sFH ۱۸/۱ L/۳۰
۷٫۹۲ میلی‌متر
- موتور: ۱۲ سیلندر بنزینی مایباخ HL 120 TRM

۳۰۰، ۲۹۶ اسب بخار
- برد: ۲۱۵ کیلومتر
- حداکثر سرعت: ۴۲ کیلومتر بر ساعت

## نگارخانه

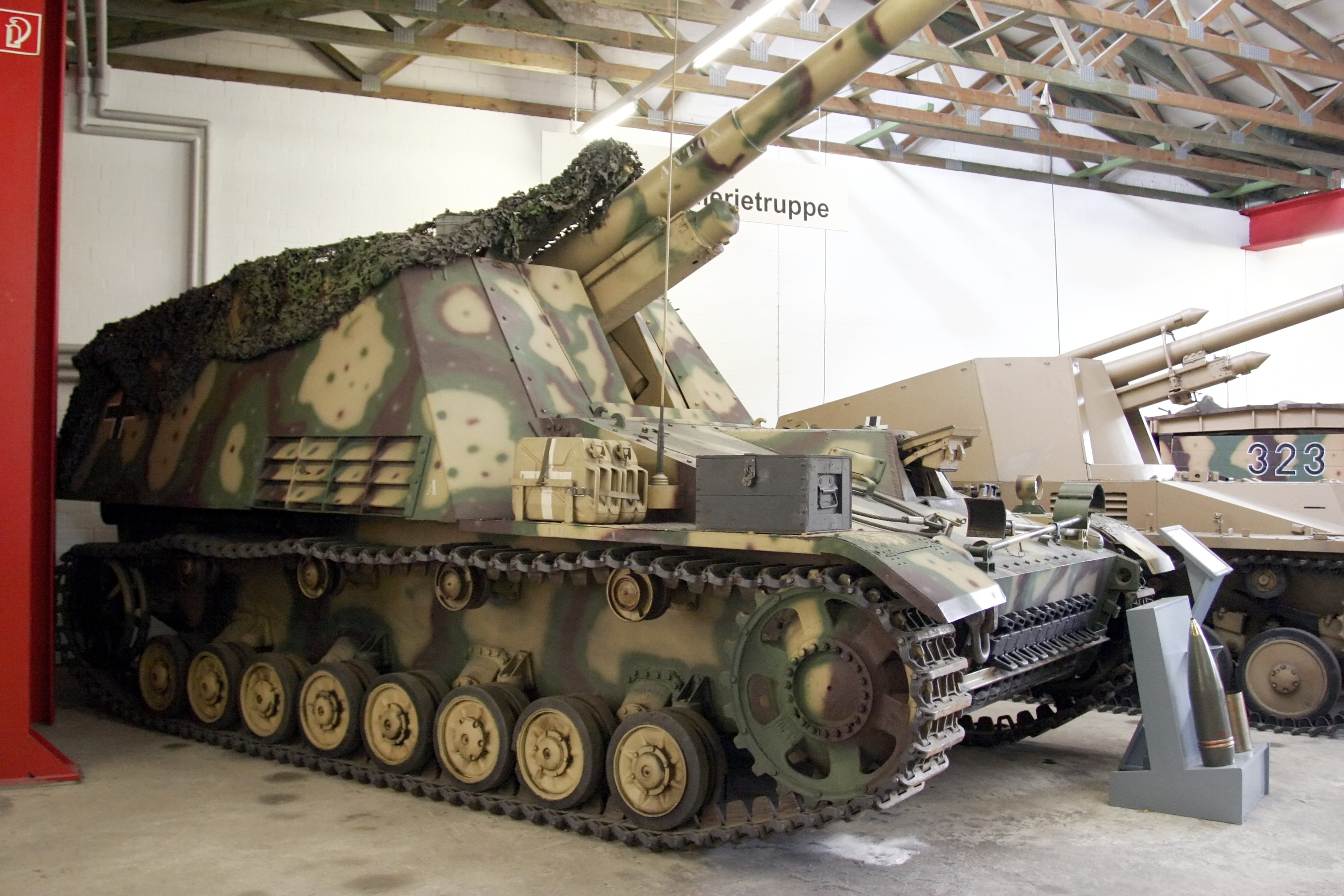